# 都铎河
都铎河（Tudor Creek），亦可称都铎水道、都铎溪，是两条将蒙巴萨岛与非洲大陆分离的水道之一。都铎河发源于蒙巴萨西北32公里处的小镇玛利亚卡尼，入城后从马库帕堤西侧通过，穿越尼亚利大桥后流入印度洋。